# Albalate de Cinca
Albalate de Cinca ist ein Municipio in der autonomen Gemeinschaft Aragonien in Spanien. Es gehört der Provinz Huesca an. 2024 hatte die Gemeinde 1.142 Einwohner auf einer Fläche von 44 km².

## Lage
Albalate de Cinca liegt 89 Kilometer südöstlich von Huesca und etwa 50 Kilometer nordwestlich von Lleida. Westlich des Municipios verläuft der Río Cinca und durch das Municipio führen der Acequía Mayor del Monte und der Acequía Menor del Monte.

## Feste
- 29. September: San Miguel
- 11. November: San Martín

## Gemeindepartnerschaften
- Albalate de Cinca hat eine Gemeindepartnerschaft mit Eaunes in Frankreich.[2]